# 2009外人球團
《2009外人球團》（韓語：2009 외인구단）是韓國MBC於2009年5月2日起播放的週末特別計劃連續劇，改編自李賢世1982年漫畫《恐怖的外人球團》，1986年電影《外人球團》也是改編於此漫畫。

## 演員陣容

### 主要人物
- 尹泰榮 飾 吳會城

兒時因為貧窮不幸，只好靠犯罪維持生計。
通過從首爾轉學而來的唯一的朋友嚴智接觸到棒球。在成長為青年與嚴智重逢，但妍智身邊卻有棒球天才馬東卓相伴。他與馬東義第一次比賽就以完美比賽大獲全勝，但因為投球時用力過猛而肩膀受傷，無法繼續打棒球。此後父親去世，他也喪失了所有的希望，就在這時接到了加入編外球隊的建議。他在島上苦練了4年，但心愛的妍智在此期間與馬東義結了婚...
- 金玟廷 飾 崔妍智

美麗而善良，暖人心田，是所有男性嚮往的對象。
小時候遇到彗星，對他熱情相待，並讓他對棒球產生了希望。日後與彗星重逢並相戀，還生下了他的孩子，這時卻聽到彗星失踪的消息。結果與在她身邊細心照顧她的東卓結婚，但後來彗星加入編外球隊再次出現在她面前，使她的命運變得坎坷不平。
- 朴城民 飾 馬東義

對棒球很有天賦，從小就愛上了嚴智，但是吳彗星一直阻礙他得到嚴智的愛。因此他在棒球和愛情等所有方面都和彗星成為競爭對手。
彗星失踪後，嚴智生下彗星的孩子，他主動提出成為孩子的父親，以至誠之愛感動了嚴智，兩人終於結了婚。但不料彗星加入編外球隊再次出現。看到嚴智再次發生動搖，他為了維護自己的愛和家庭，與彗星最後決一勝負。
- 宋亞英 飾 崔賢智

嚴智可愛的妹妹，深愛彗星。但不管她多愛彗星，彗星眼裡也只有嚴智。因此她飽受創傷，內心矛盾重重。

### 其他人物
- 林賢成 飾 白斗山
- 全仁澤 飾 孫丙浩
- 文英東 飾 羅慶道
- 李漢率 飾 河極尚
- 李政俊 飾 崔觀
- 朴正學 飾 趙尚久
- 李賢京 飾 廣告公司組長
- 琴寶羅 飾 賢智母
- 李桂仁 飾 會城父
- 河載怡 飾 尹美宣
- 林有珍 飾 英順
- 張理察 飾 申基秀
- 崔益誠 飾 朴容洙
- 趙燦亨 飾 趙燦亨

## 外部連結
- 韓國MBC（页面存档备份，存于）

| MBC 週末特別計劃劇                         | MBC 週末特別計劃劇                                 | MBC 週末特別計劃劇 |
| ------------------------------------------ | -------------------------------------------------- | ------------------ |
|                                            | 2009外人球團 （2009年5月2日 - 2009年6月21日）      |                    |
| 我的女人 （2008年7月26日 - 2008年11月8日） | 朋友，我們的傳說 （2009年6月27日 - 2009年8月30日） |                    |